# Columbiaanse uitwisseling

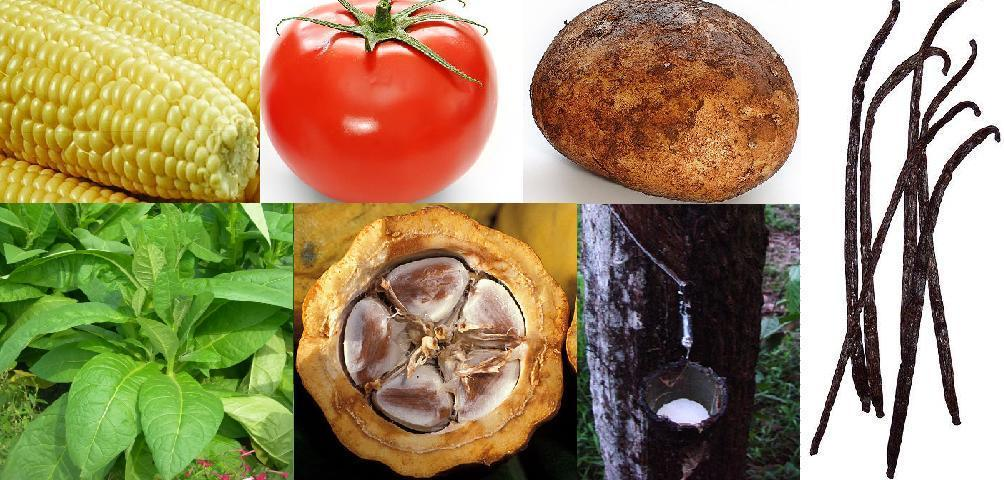
Planten, inheems aan de Nieuwe Wereld. Vanaf linksboven met de klok mee: 1. Maïs (Zea mays) 2. Tomaat (Solanum lycopersicum) 3. Aardappel (Solanum tuberosum) 4. Vanille (Vanilla) 5. Pará Braziliaanse rubberboom (Hevea brasiliensis) 6. Cacao (Theobroma cacao) 7. Tabak (Nicotiana rustica)

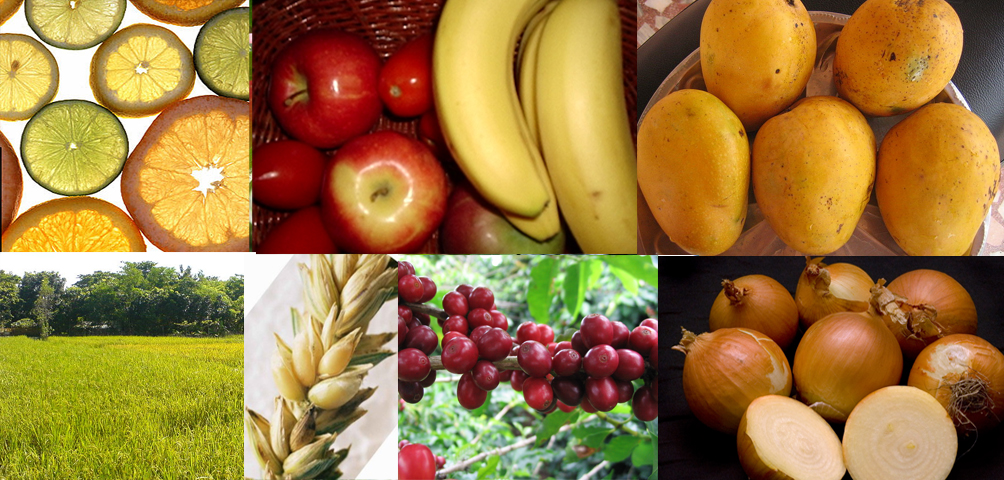
Planten, inheems aan de Oude Wereld. Vanaf linksboven met de klok mee: 1. Citrusvrucht (Rutaceae); 2. Appel (Malus domestica); 3. Banaan (Musa); 4. Mango (Mangifera); 5. Ui (Allium); 6. Koffie (Coffea); 7. Tarwe (Triticum sp.); 8. Rijst (Oryza sativa)

De Columbiaanse uitwisseling leidde vanaf het einde van de vijftiende eeuw, het begin van de christelijk-Europese ontdekkingsreizen, wereldwijd tot belangrijke veranderingen in de biogeografie, landbouw en cultuur. De uitdrukking wordt gebruikt voor de enorme uitwisseling van planten, gewassen, ziekten en culturen tussen de Oude Wereld en de Nieuwe Wereld na de ontdekking van Amerika in 1492. De ontdekkingsreis van Christoffel Columbus leidde tot grootschalig contact tussen het oostelijke en westelijke halfrond. De term 'Columbiaanse uitwisseling' werd voor het eerst gebruikt door historicus Alfred Crosby in zijn boek The Columbian Exchange uit 1972. Hij werd overgenomen door andere historici en door journalisten en kreeg zo brede bekendheid.

## Impact

### Landbouw en voedsel
Deze uitwisseling van dieren- en plantensoorten had grote invloed op het leven in Europa, Amerika, Afrika en Azië. Voedsel dat mensen voorheen nooit hadden gezien werd volksvoedsel. Zo waren er voor 1492 geen aardappelen buiten Zuid-Amerika. In de negentiende eeuw was Ierland zo afhankelijk van de aardappel dat een misoogst leidde tot de Ierse hongersnood (1845-1850).
De eerste Europese import, het paard, veranderde de levens van Amerindiaanse stammen op de Great Plains die hun nomadische leefstijl konden opgeven en vanaf paarden op bizons konden jagen. Tomatensaus, gemaakt van tomaten uit de Nieuwe Wereld, werd een Italiaans handelsmerk. Koffie uit Afrika en suikerriet uit Azië werden intensief verbouwde gewassen op Latijns-Amerikaanse plantages. Vóór de Columbiaanse uitwisseling waren er geen sinaasappelen in Florida, geen bananen in Honduras, geen rubberbomen in Afrika, geen runderen in Texas, geen ezels in Mexico en geen chocolade in Zwitserland. Ook de paardenbloem is als onkruid door Europeanen naar Amerika gebracht.

### Ziekten
Met het nieuwe contact tussen de Oude Wereld en de Nieuwe Wereld werden ook ziektekiemen uitgewisseld tussen beide werelddelen. Doordat vooral de Oude Wereld veel epidemieën kende, was het effect hiervan vooral verwoestend in de Nieuwe Wereld, waar het mogelijk de verklaring was van de Cocoliztli. Dit is een van de aannemelijke oorzaken van de snelle verbreiding van de westerse cultuur in Noord- en Zuid-Amerika. Syfilis is een ziekte die vanuit de nieuwe wereld naar de oude wereld kwam.

### Overig
Een aantal organismen uit de Oude Wereld hebben zich door toedoen van de mens gevestigd in de Nieuwe Wereld, wat ook omgekeerd gebeurde. Men spreekt hier van exoten, of bij planten van neofyten. Voorbeelden hiervan zijn soorten als de Amerikaanse vogelkers en zonnebaars in zowel België als Nederland.

### Overzicht
| Precolumbiaanse verspreiding van organismen met nauwe banden met de mens | Precolumbiaanse verspreiding van organismen met nauwe banden met de mens | Precolumbiaanse verspreiding van organismen met nauwe banden met de mens                                                                                             |
| Groep organismen                                                         | Oude Wereld naar Nieuwe Wereld | Nieuwe Wereld naar Oude Wereld |
| ------------------------------------------------------------------------ | --- | --- |
| Gedomesticeerde dieren                                                   | - ezel - geit - kameel - kip - kwartel - paard - schaap - rund - varken | - alpaca - cavia - kalkoen - lama |
| Gewassen                                                                 | - banaan - erwt - gerst - haver - koffie - kool - linze - gewone peer - perzik - rijst - rogge - sla - tarwe - tuinboon - ui - suikerriet                                                                               | - aardappel - aardbei - ananas - avocado - gewone boon - cacaoboom - cassave - mais - papaja - paprika - pinda - pompoen - rubber - tabak - tomaat - zoete aardappel |
| Ziektes en hun veroorzakers                                              | - cholera, Vibrio cholerae - gele koorts, gele-koortsvirus - malaria, Plasmodium-soorten - mazelen, mazelenvirus - pest, Yersinia pestis - pokken - tuberculose, Mycobacterium tuberculosis - tyfus, Rickettsia-soorten | - syfilis, Treponema pallidum - ziekte van Chagas, Trypanosoma cruzi                                                                                                 |

## Meer weten
- (en)  Essay over de Columbiaanse Uitwisseling
- Mann, Charles C. (augustus 2018). 1493 : hoe de wereld zich ontwikkelde na de ontdekking van Amerika. Uitgeverij Rainbow bv, Amsterdam. ISBN 9789041713001.